# Atlantischer Nordkaper
Der Atlantische Nordkaper (Eubalaena glacialis) ist eine bis 18 m große Art der Glattwale, die im Nordatlantik verbreitet ist. Die Art ist vom Aussterben bedroht, es gibt weltweit geschätzt nur noch 200–250 Tiere.

## Merkmale

Skelett eines über 12 m langen Exemplars des Atlantischen Nordkapers

Atlantische Nordkaper sind normalerweise 13 bis 16 m groß; die wissenschaftlich gesicherte Höchstlänge liegt bei 18 m, angeblich sollen auch 21 m erreicht werden können. Das Gewicht des Wals liegt bei 100 Tonnen. Wie bei allen Glattwalen fehlt eine Rückenflosse. Die Farbe ist einheitlich schwarz. Auffällig ist ein extremer Parasitenbefall durch Seepocken, Walläuse und andere Krebstiere, die von weitem wie ausgedehnte weiße Flecken aussehen. Besonders dicht ist dieser Bewuchs auf der Stirn, wo die Parasiten eine regelrechte weiße „Mütze“ bilden.
Es gibt auf jeder Seite des Mauls 300 Barten. Zwei Blaslöcher ergeben einen V-förmigen Blas. Der Blubber (Speck, aus dem der Tran ausgekocht werden kann) macht 40 % des Körpergewichts aus; kein anderer Wal hat einen so hohen Blubberanteil.

## Verbreitung

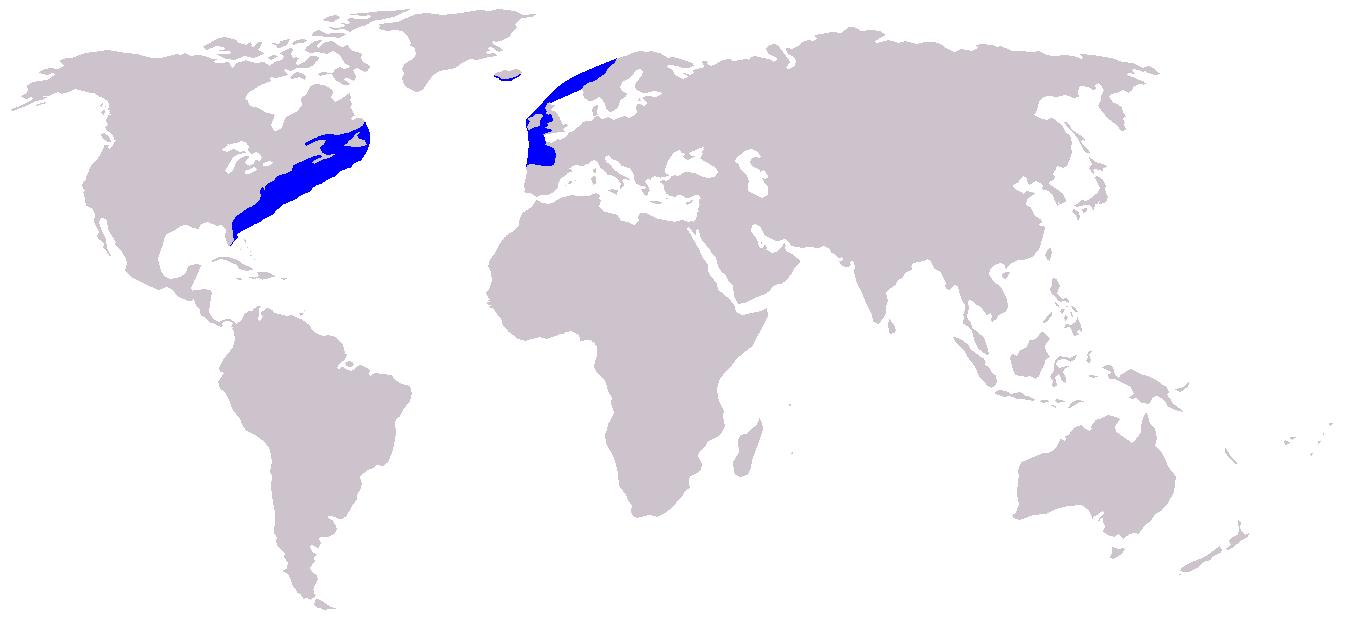
Verbreitungsgebiet

Atlantische Nordkaper leben im Sommer in subpolaren Regionen und im Winter in gemäßigten Breiten. Im östlichen Teil des Atlantik ist der Nordkaper vollständig ausgerottet. Vorher fand man diesen Wal im Sommer in der Nähe von Island und im Winter im Golf von Biscaya. Hierher rührt auch die deutsche Bezeichnung „Biskayawal“, die hin und wieder verwendet wird. Die westatlantischen Populationen halten sich im Sommer vor der Küste Neuenglands und im Winter im Golf von Mexiko und östlich von Florida auf.
In der Antike lebte der Atlantische Nordkaper auch in der Straße von Gibraltar und im westlichen Mittelmeer.

## Lebensweise
Atlantische Nordkaper sind sehr langsam schwimmende Wale, die sich mit etwa 8 km/h fortbewegen. Wie alle Bartenwale sieben sie die Nahrung mit ihren Barten; hauptsächlich bleiben Ruderfußkrebse darin hängen, aber auch kleine Fische. Nordkaper haben sich früher zu den Wanderungen zu großen Verbänden von hundert Einzeltieren und mehr versammelt; wegen der extremen Seltenheit dieser Art ist das heute nicht mehr möglich.

## Walfang und Schutz

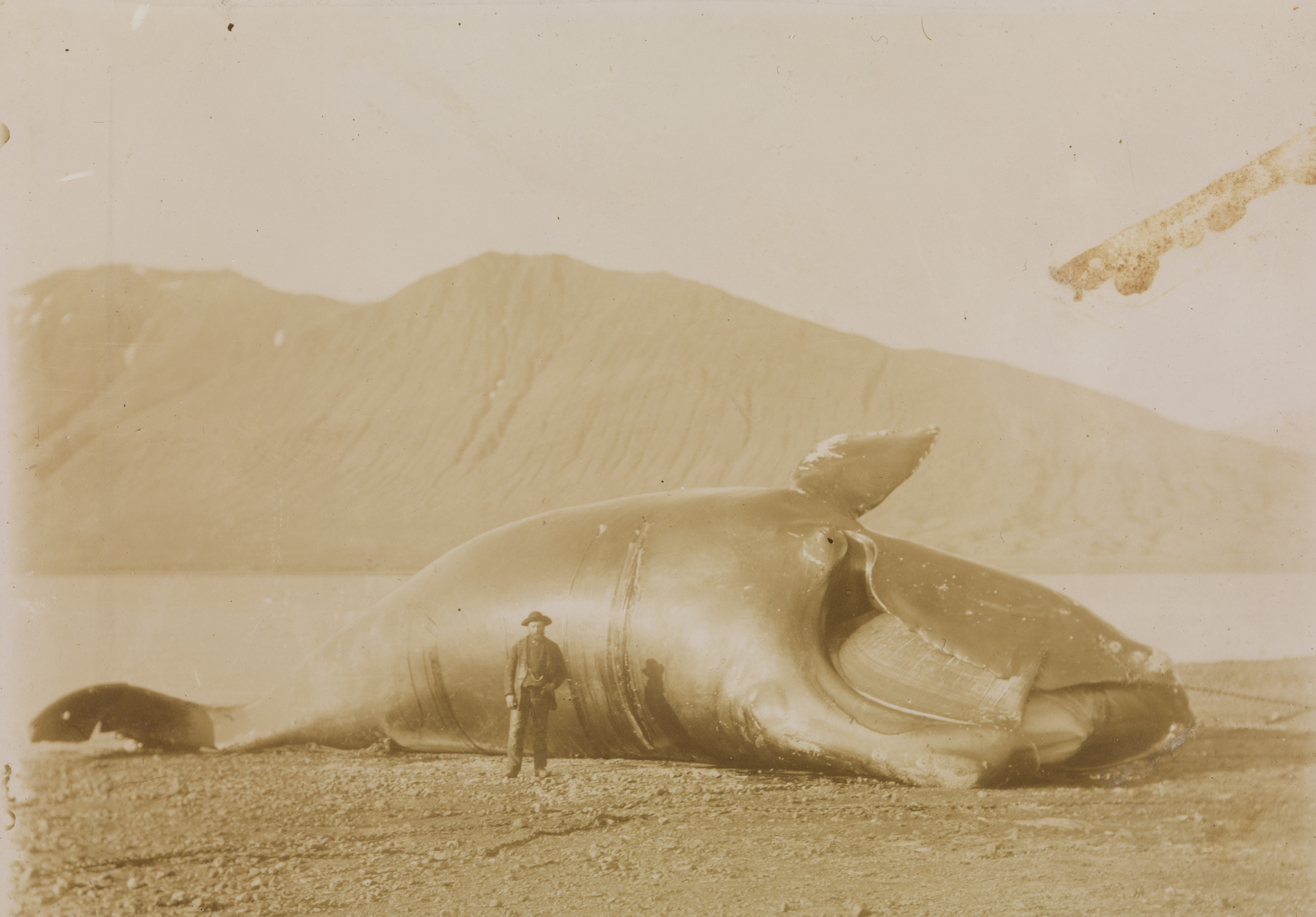
Kadaver im isländischen Dýrafjörður (vermutlich fotografiert von Fridtjof Nansen, um 1900).

Weil Atlantische Nordkaper nahe der Küste leben, gehörten sie zu den ersten von Walfängern erbeuteten Walen. Schon im 16. Jahrhundert wurden mehrere zehntausend Nordkaper getötet. Danach waren sie im Ostatlantik so selten geworden, dass europäische Walfänger auf den Grönlandwal auswichen. In den Kolonien Neuenglands dagegen entdeckte man bald, dass sich Tausende Nordkaper im Sommer vor den Küsten aufhielten. Im 17. und 18. Jahrhundert wurden diese Bestände nahezu ausgerottet. Erst danach entdeckte man den Pazifischen Nordkaper, und zwischen 1805 und 1914 wurde auch er fast ausgerottet. Die Bestände des Atlantischen Nordkaper waren zu Beginn des 20. Jahrhunderts so stark reduziert, dass schon in den dreißiger Jahren erste Gesetze zu seinem Schutz verabschiedet wurden. Er gehört damit zu den ersten Walarten, denen solch ein Schutz zuteilwurde.
Die ursprüngliche Bestandsgröße des Nordkapers wird auf 100.000 Tiere geschätzt, 2010 lebten noch etwa 500 Tiere, nachdem es in den 1990er Jahren sogar nur noch wenig mehr als 300 Tiere gegeben hatte. Im Gegensatz zu anderen Walen konnte sich diese Art selbst nach dem Ende des Walfangs nicht wirklich erholen. Zwischen 1990 und 2010 wuchs die Population um etwa 2,8 % pro Jahr. Die geringfügige Erholung ist wohl darauf zurückzuführen, dass sich Calanus finmarchicus, eine Ruderfußkrebsart, in die Sommergebiete verlagerte. Von ihnen ernähren sich vor allem die weiblichen Tiere. 2015 wurden größere Gruppen von Nordkapern, etwa 40 bis 45 Tiere, erstmals bei Prince Edward Island gesichtet, insgesamt waren es in jenem Sommer 100 Wale dieser Art, die auch rund um Neufundland und vor der neuschottländischen Küste gesichtet wurden. Mit dieser Nordbewegung geraten sie in eine der Hauptschiffsverkehrsadern Nordamerikas, aber auch in Gebiete mit deutlich mehr Fischernetzen, in denen sie sich verfangen und ersticken können. Als Folge ist
zwischen April 2017 und Januar 2018 erstmals wieder eine große Anzahl Nordkaper (18 Tiere / vier Prozent der gesamten Population) ums Leben gekommen, während gleichzeitig weniger Nachwuchs gefunden wurde.
Im Juli 2020 stufte die IUCN den Atlantischen Nordkaper als „vom Aussterben bedroht“ (critically endangered) ein. Die ostatlantischen Bestände, die früher zwischen Island und Frankreich gewandert sind, sind verschwunden; gelegentlich auftauchende Nordkaper sind wohl nur verirrte Einzeltiere aus dem Westatlantik.
Seit Beginn des 21. Jahrhunderts wurde vor der Küste Maines die Hummerindustrie immer stärker ausgebaut. Da sich der Nordkaper häufig in Küstennähe aufhält, verfingen sich immer wieder Exemplare in den Seilen der Hummerfallen. Die Proteste der Tierschützer sorgten dafür, dass inzwischen die Whole-Foods-Kette Hummer aus ihrem Sortiment verbannt hat. Auch das MSC-Siegel wurde den in Maine gefangenen Hummern entzogen. Dabei wurde auch auf die Probleme für die Nordkaper-Population verwiesen. Laut Angaben des Guardian versucht die amerikanische Regierung, Lösungen zu finden, die den Bestand des Nordkapers schützen, ohne die mächtige Hummer-Industrie gegen sich aufzubringen.

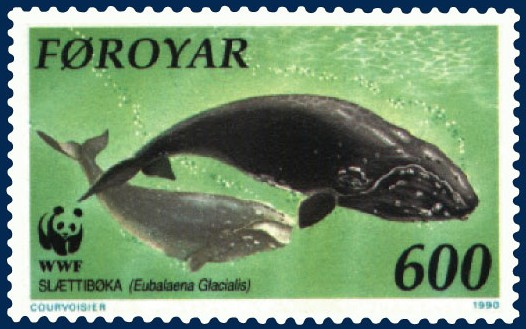
Atlantischer Nordkaper

## Taxonomie
Der Atlantische Nordkaper wird manchmal mit dem Grönlandwal, dem Pazifischen Nordkaper und dem Südkaper gemeinsam in der Gattung Balaena oder Eubalaena geführt. Früher wurden Südkaper, Atlantischer und Pazifischer Nordkaper als eine Art betrachtet, DNA-Untersuchungen haben jedoch gezeigt, dass es sich um drei unterschiedliche Arten handelt, wobei der Südkaper und der Pazifische Nordkaper eine monophyletische Gruppe bilden.